# Karácsonyi Zsigmond
Karácsonyi Zsigmond (Marosvásárhely, 1951. november 21. –) erdélyi magyar fotóriporter, újságíró, főszerkesztő.

## Életpályája
1982-ben végzett a Ștefan Gheorghiu Akadémia újságírás szakán. 1984–1989 között a Vörös Zászló című marosvásárhelyi napilap újságírója volt. 1984–1992 között több bel- és külföldi (Argentína, Spanyolország, Hongkong) fotóművészeti tárlat részvevője és díjazottja volt. 1989-től a Népújság című napilap munkatársa, 1990-től laptervezője, szerkesztőbizottsági tagja, főszerkesztője. 1993-tól tagja a Magyar Újságírók Romániai Egyesülete (MÚRE) igazgatótanácsának, 2002-től ügyvezető elnöke, 2011–2014 között elnöke, majd örökös tagja.

## Díjai
- Spectator-díj (EMKE-díjak) (2013)[4]